# عبد الله السنوسي
عبد الله السنوسي عسكري ليبي، زوج أخت صفية فركاش الزوجة الثانية للعقيد معمر القذافي. ويوصف بأنه كان اليد اليمنى لمعمر القذافي في إحكام السيطرة الأمنية على البلاد. كما يعتقد أنه هو من أدار طريقة تعامل السلطات الليبية مع الاحتجاجات التي انطلقت في 17 فبراير 2011م التي طالبت بإسقاط القذافي .

## مناصب
تدرج السنوسي في الجهاز الأمني الليبي وأُسْنِدَتْ إليه عدة مهام أمنية حساسة بينها قيادة جهاز الأمن الخارجي والاستخبارات العسكرية، وما يعرف في ليبيا بـ«الكتيبة» وهي الجهاز المكلف بحماية القذافي، وأصبح يمثل الوجه القمعي للنظام داخل البلاد، ويعتقد أنه يقف وراء تصفية عدد من الأصوات المعارضة في الداخل والخارج.

## مجزرة سجن أبو سليم
تقول عدة شهادات أن السنوسي هو المسؤول عن مجزرة سجن أبو سليم بطرابلس في يونيو 1996م التي قـُتل فيها قرابة 1200 سجين معظمهم من المعتقلين السياسيين بالرصاص، رداً على احتجاجهم على ظروفهم السيئة داخل السجن.
ونقل أحد المواقع الليبية -بعد تلك المجزرة- عن السنوسي قوله أنه عارض بشدة قيام نظام القذافي بالإفراج عن معتقلين إسلاميين قاموا بمراجعة أفكارهم وأعلنوا تخليهم عن العنف.
كما اتهمت منظمات حقوقية ليبية عبد الله السنوسي بالوقوف خلف قتل واختفاء العديد من المعارضين السياسيين داخل ليبيا حينما كان مسؤولا عن الأمن الداخلي في ليبيا أوائل الثمانينيات.

## اتهامات
من أبرز الاتهامات الموجهة إلى السنوسي اتهامه بتدبير محاولة فاشلة لاغتيال ولي العهد السعودي آنذاك عبد الله بن عبد العزيز عام 2003.
كما يعد السنوسي معروف جداً لدى أجهزة الاستخبارات الغربية، حيث حكم عليه القضاء الفرنسي بالسجن مدى الحياة على خلفية تورطه المحتمل في تفجير طائرة تابعة لشركة يو تي أى الفرنسية ما أسفر عن مقتل نحو 170 من ركابها عام 1989، وأدت هذه الحادثة بعد ذلك إلى إصدار مذكرة اعتقال دولية في حقه.

## مصيره
تحدثت روايات أثناء اندلاع ثورة 17 فبراير عام 2011 م عن مصرع عبد الله السنوسي في كتيبة الفضيل التي استولى عليها المحتجون الليبيون في بنغازي في الأيام الأولى للثورة الليبية. فيما تسربت معلومات عن تكليف شخص آخر من المقربين من القذافي بقيادة الكتائب الأمنية المكلفة بمواجهة المحتجين في البلاد. ثم ورد نبأ اعتقاله يوم 20 أكتوبر 2011 مع المعتصم القذافي، ونقلهم إلى مصراتة. ثم أعلن وزير خارجية النيجر في اليوم التالي أنه هرب إليها بناءً على معلومات تلقّاها من دول غربية. ثم تواردت أنباء عن رغبته هو وسيف الإسلام القذافي تسليم نفسيهما للمحكمة الجنائية الدولية
في 17 مارس 2012 تحدثت تقارير عن إلقاء القبض عليه في مطار نواكشوط في موريتانيا، لتطالب السلطات الليبية بتسليمه إليها.
في سبتمبر 2012 قام وزير الخارجية اللبناني عدنان منصور رفقة قاضي لبناني باستجواب عبد الله السنوسي في مقر اعتقاله بموريتانيا حول مصير الإمام موسى الصدر.
قامت موريتانيا في 5 سبتمبر 2012 بتسليم السنوسي إلى السلطات الليبية في صفقة مع الحكومة الموريتانية شملت عدة أمور، بينها إطلاق ليبيا لسراح كل الموريتانيين المحتجزين لديها أو العالقين في مناطقها المختلفة، وإجراء جرد لممتلكات الموريتانيين المُرّحلين، ودراسة تعويضهم بالطرق الأخوية، إضافة إلى إلزام طرابلس ببناء كل المشاريع الليبية في موريتانيا، والتي تعطلت مع رحيل النظام السابق. ورفع الحظر عن الاستثمارات الليبية في نواكشوط، والاتفاق على طريقة للتعامل مع الديون الليبية على موريتانيا من بين بنود أخرى إضافة لمبلغ 200 مليون دولار أمريكي حسب عدة مصادر. وهي صفقة قال عنها رئيس المؤتمر الوطني العام آنذاك محمد يوسف المقريف إنه «يتحمل المسؤولية الكاملة عن عملية جلب السنوسي لاعتبارات وطنية»، مؤكدا أنه اتفق مع رئيس الحكومة عبد الرحيم الكيب في هذا الشأن.
في يوليو 2015 أصدرت الدائرة الجنائية بمحكمة استئناف في طرابلس حكماً بالإعدام بالرصاص ضد عبد الله السنوسي، وذلك عن جرائم حرب ارتكبها خلال الثورة الليبية عام 2011، ولا زال الحكم حاليا قيد الاستئناف أمام المحكمة العليا الليبية، في محاكمة نظرت إليها الأمم المتحدة إضافة للحكومة الليبية أنها غير نزيهة. طالب أفراد من قبيلة المقارحة في 23 مارس 2019 بالإفراج الصحي عن السنوسي.